# Iphinoe crassipes
Iphinoe crassipes är en kräftdjursart som beskrevs av Hansen 1895. Iphinoe crassipes ingår i släktet Iphinoe och familjen Bodotriidae. Inga underarter finns listade i Catalogue of Life.